# سولانا
سولانا ورمزها (SOL) هي عملة مشفرة وشبكة بلوكشين نُشرت ورقتها التقنيّة الأولى لأول مرة على يدِ أناتولي ياكوفينكو في تشرين الثاني/نوفمبر 2017.

## التاريخ
ظهرت سولانا في عالَم العُملات المشفّرة كعملة مُشفّرة وشبكة بلوكشين رسميًا في 16 آذار/مارس 2020. وصفتها صحفيّة المجلّة الأمريكية بلومبرغ جوانا أوسينغر في عام 2021 بأنها «منافسٌ قويٌّ في المستقبل لشركة إيثريوم»، وذلك بسبب سرعة التعاملات وانخفاض التكاليف المرتبطة بشبكتها. أَعلنت ميلانيا ترامب في 16 كانون الأول/ديسمبر 2021 عن خطّة لإطلاق رمز غير قابل للاستبدال (NFT) عبر شبكة السولانا. توقَّفت الشبكة بسبب كثرة التعاملات في 14 أيلول/سبتمبر 2021، لكن سرعان ما أعيد تشغيلها في اليوم التالي. توقَّفت مرة أخرى في شهر أيّار/مايو 2022 حيثُ تعطَّلت مؤقتًا لنحو 7 ساعات في الأول من أيار/مايو، ونحو 4 ساعات ونصف في 31 أيار/مايو.